# Wilfried Böhringer
Wilfried Böhringer (* 29. November 1945 in Villingen; † 20. August 1997 in Kanada) war ein deutscher Übersetzer meist spanischsprachiger Literatur, aber auch aus dem Französischen.

## Leben
Wilfried Böhringer lebte ab 1967 in Saarbrücken; neben seiner übersetzerischen Tätigkeit betreute er an der Universität Saarbrücken einen „Arbeitskreis literarisches Übersetzen“. 1980 wurde er als Dozent am Romanistischen Institut der Universität fest angestellt. 1993 zog er mit seiner Frau Astrid nach Neuweiler (Sulzbach/Saar). Böhringer übersetzte vorwiegend Werke lateinamerikanischer Autoren aus dem Spanischen ins Deutsche.
Bei einem Unfall in Kanada kam Böhringer im August 1997 ums Leben.

## Preise und Auszeichnungen
- 1988: Helmut-M.-Braem-Preis  für seine Übersetzung des Romans Drei traurige Tiger von Guillermo Cabrera Infante
- 1991: Übersetzerpreis der Spanischen Botschaft in Deutschland für die Übersetzung des Romans Wolfsmond von Julio Llamazares

## Herausgeberschaft
- Das besetzte Erinnern, Bremerhaven 1997

## Übersetzungen
- Francisco R. Adrados: Sprache und Bedeutung, München 1977
- Fernando Arrabal: Hohe Türme trifft der Blitz, Köln 1986 (übersetzt zusammen mit Astrid Schmitt)
- Guillermo Cabrera Infante: Ansicht der Tropen im Morgengrauen, Frankfurt am Main 1992
- Guillermo Cabrera Infante: Drei traurige Tiger, Frankfurt am Main 1987
- Guillermo Cabrera Infante: Wie im Kriege also auch im Frieden, Frankfurt am Main 1996
- Julio Cortázar: Die Autonauten auf der Kosmobahn, Frankfurt am Main 1996
- Jesús Díaz: Die Haut und die Maske, München [u. a.] 1997
- Jesús Díaz: Die Initialen der Erde, München [u. a.] 1990
- Jesús Díaz: Die verlorenen Worte, München [u. a.] 1993
- José Lezama Lima: Spiel der Enthauptungen, Frankfurt am Main 1991
- Julio Llamazares: Der gelbe Regen, Frankfurt am Main 1991
- Julio Llamazares: Wolfsmond, Frankfurt am Main 1991
- Llaqtaq Takiy, Frankfurt/M. 1988 (übersetzt zusammen mit Arthur Wagner)
- Antonio Martínez-Menchén: Pepito und der unsichtbare Hund, Hamburg 1990
- Mercedes Neuschäfer-Carlón: Geheimnis der verlassenen Hütte, Stuttgart 1979
- Virgilio Piñera: Kleine Manöver, Frankfurt am Main 1990
- Tzvetan Todorov: Die Eroberung Amerikas. Das Problem des Anderen. Suhrkamp, Frankfurt am Main 1985